# Cratere Boola
Boola  è un cratere sulla superficie di Marte.